# Koronlatvajärvi
Koronlatvajärvi eller Koronlatvalampi är en sjö i Finland. Den ligger i kommunen Posio i landskapet Lappland, i den norra delen av landet, 700 km norr om huvudstaden Helsingfors. Koronlatvajärvi ligger 280 meter över havet. Arean är 20,7 hektar och strandlinjen är 4,85 kilometer lång. Sjön  ingår i Kemi älvs huvudavrinningsområde. 